# حي الدعتور
'حي الدعتور من الأحياء الشعبية المنشأة عشوائياً في مدينة اللاذقية في سوريا . يضم حي الدعتور شرائح اجتماعية مختلفة. وسكانه من طوائف واديان متعددة، ويعتبر حديثاً من الاسوق الناشطة في مدينة اللاذقية. في حي الدعتور العديد من المدارس الابتدائية والاعدادية والثانوية كما يستضيف الكثير من الجمعيات الأهلية المحلية، يمتاز الحي بأشجار الزيتون المنتشرة في كل أرجائه وهناك العديد من المشاريع لتطوير الحي من كافة الجوانب. لكنه يعاني من مشاكل إدارية عديدة.
يسكنه حوالي 60 ألف نسمة غالبيتهم من العلويون